# 曹銘宗
曹銘宗（1956年2月15日—），是一位出身臺灣基隆的作家、文化記者、文史研究者。
曹銘宗任聯合報文化記者時報導闡揚台灣歷史學家曹永和在1990年6月發表的〈台灣史研究的另一個途徑──台灣島史〉，後來以曹永和「臺灣島史觀」撰寫、出版《台灣史新聞》。
曹銘宗近年致力台灣地名、食物名、海產名的研究，關注台灣庶民文化的歷史書寫，從日常的生活窺見鮮活的故事。
2021年，曹銘宗的寫作從台灣史普跨到歷史小說，出版以十七世紀西班牙人在台灣為背景的歷史小說《艾爾摩沙的瑪利亞》。

## 生平
曹銘宗畢業於東海大學歷史系，並在稍後於北德州立大學取得新聞碩士學位。
1986年，曹銘宗開始在聯合報社任職，並歷任該報影劇版記者、鄉情版記者及主編（1992年至1997年）、文化版記者（1998年起）。
2006年4月，曹銘宗辭去聯合報社職務，並於稍後開始從事自由寫作及英語導遊。

## 代表作品

### 繪本撰文
- 《迎媽祖（十周年紀念大開本版）》（聯經出版，2019年，ISBN 9789570853261）
- 《放假了》（聯經出版，2018年，ISBN 9789570851786）
- 《鷄籠中元祭》（中華民國文化部國家重要民俗繪本）（聯經出版，2014年，ISBN 9789860417982）
- 《洄瀾》（花蓮縣文化局，2012年，ISBN　9789860342857）
- 《台灣宗教之美─迎媽祖》（聯經出版，2009年，ISBN 9789570833935）
- 《台灣飲食之美─基隆廟口》（聯經出版，2008年，ISBN 9789570832365）

### 專書
- 《虱目魚的身世：從台灣到世界，從產地到餐桌的完全考察》（與盧靖穎合著，貓頭鷹出版，2024年，ISBN　9789862627204）
- 《腰瘦好吃（秋限定）台灣文化偵探曹銘宗，帶你吃遍當季好食！》（貓頭鷹出版，2024年，ISBN　9789862627112）
- 《腰瘦好吃（夏限定）台灣文化偵探曹銘宗，帶你吃遍當季好食！》（貓頭鷹出版，2024年，ISBN　9789862626955）
- 《一午二紅沙，三鯧四馬鮫：台灣海產的身世》（貓頭鷹出版，2023年，ISBN　9789862626054）
- 《吃的台灣史：荷蘭傳教士的麵包、清人的鮭魚罐頭、日治的牛肉吃法，尋找台灣的飲食文化史》（與翁佳音合著，貓頭鷹出版，2021年，ISBN　9789862625125）
- 《艾爾摩沙的瑪利亞》（時報出版。2021年，ISBN　9789571393100）
- 《激骨話：台灣歇後語（附讀法QR Code）》（聯經出版，2019年，ISBN　9789570853797）
- 《花飛、花枝、花蠘仔：台灣海產名小考》（貓頭鷹出版，2018年，ISBN　9789862623695）
- 《遠見與承擔：中研院數位人文發展史》（中央研究院數位文化中心，2017年，ISBN　9789860542370）
- 《蚵仔煎的身世：台灣食物名小考》（貓頭鷹出版，2016年，ISBN　9789862623121）
- 《大灣大員福爾摩沙：從葡萄牙航海日誌、荷西地圖、清日文獻尋找台灣地名真相》（與翁佳音合著，貓頭鷹出版，2016年，ISBN　9789862622766）
- 《台灣史新聞》（貓頭鷹出版，2013年、2016年，ISBN　9789862622872）[4]
- 《台灣人也不知道的台式國語》（貓頭鷹出版，2013年，ISBN 9789862621288）
- 《釋迦牟尼佛──兒童青少年版》（聯經出版，2006年，ISBN 9570830905）
- 《祝你永保安康》（天下文化，2001年，ISBN9576218365）
- 《自學典範：台灣史研究先驅曹永和》（聯經出版，1999年，ISBN9570819715）
- 《台灣的飲食街道：基隆廟口文化》（與陳雅玲合著，基隆市立文化中心出版，1997年，ISBN 957008815X）
- 《台灣廣告發燒語》（聯經出版，1995年，ISBN 9570813296）[5]

### 系列報導
- 〈回來做番：當代平埔的族群認同與文化復興〉
- 〈檳榔西施的文化觀察〉
- 〈數位@文化.tw〉[1]

## 獎項及榮譽
- 吳舜文新聞獎文化專題報導獎[6][1] (2002年至2005年)[3]

## 外部連結
- 讀.書.人專欄 （页面存档备份，存于）
- 曹銘宗的部落格:: 隨意窩Xuite日誌 （页面存档备份，存于）
- 曹銘宗的Facebook專頁